# Casa Pellegrini
Casa Pellegrini costituisce uno degli esempi più rappresentativi dell'eclettismo architettonico di marca neo-quattrocentesca con influenze liberty nel territorio pavese. Si tratta di un edificio multipiano a destinazione residenziale e commerciale, costruito a Pavia nel 1908 dall’ingegnere Enrico Pellegrini.
Il corpo edilizio si estende lungo via Trieste e lungo via Vincenzo Monti in prossimità della piazza della stazione ferroviaria.

## Storia
La costruzione dell’edificio risale al 1908, nell'ambito dell'edificazione promossa dalla famiglia Pellegrini nell'area nord-orientale della piazza della Stazione. Il cantiere è stato affidato al capomastro Augusto Cozzi.
La zona edificata inizialmente era esterna alla circonvallazione cittadina, che delimitava il centro abitato fino all'attuale Piazza della Minerva. Inoltre, essendo l’edificio ad angolo, la strada minore che sorge sul lato sud (via Monti) era originariamente strada privata della famiglia Pellegrini.

## Descrizione

### Struttura
L’edificio si sviluppa ad "L" ed è composto da quattro piani, di cui il primo è commerciale e i restanti tre residenziali. Il piano terra è articolato in sette accessi vetrati che consentono la visibilità dei singoli esercizi commerciali.
L’accesso al palazzo per l’area residenziale è consentito da un ingresso collocato su via Vincenzo Monti.
La struttura è realizzata in laterizio con elementi in pietra (ad esempio i balconi). Il tetto è a padiglione

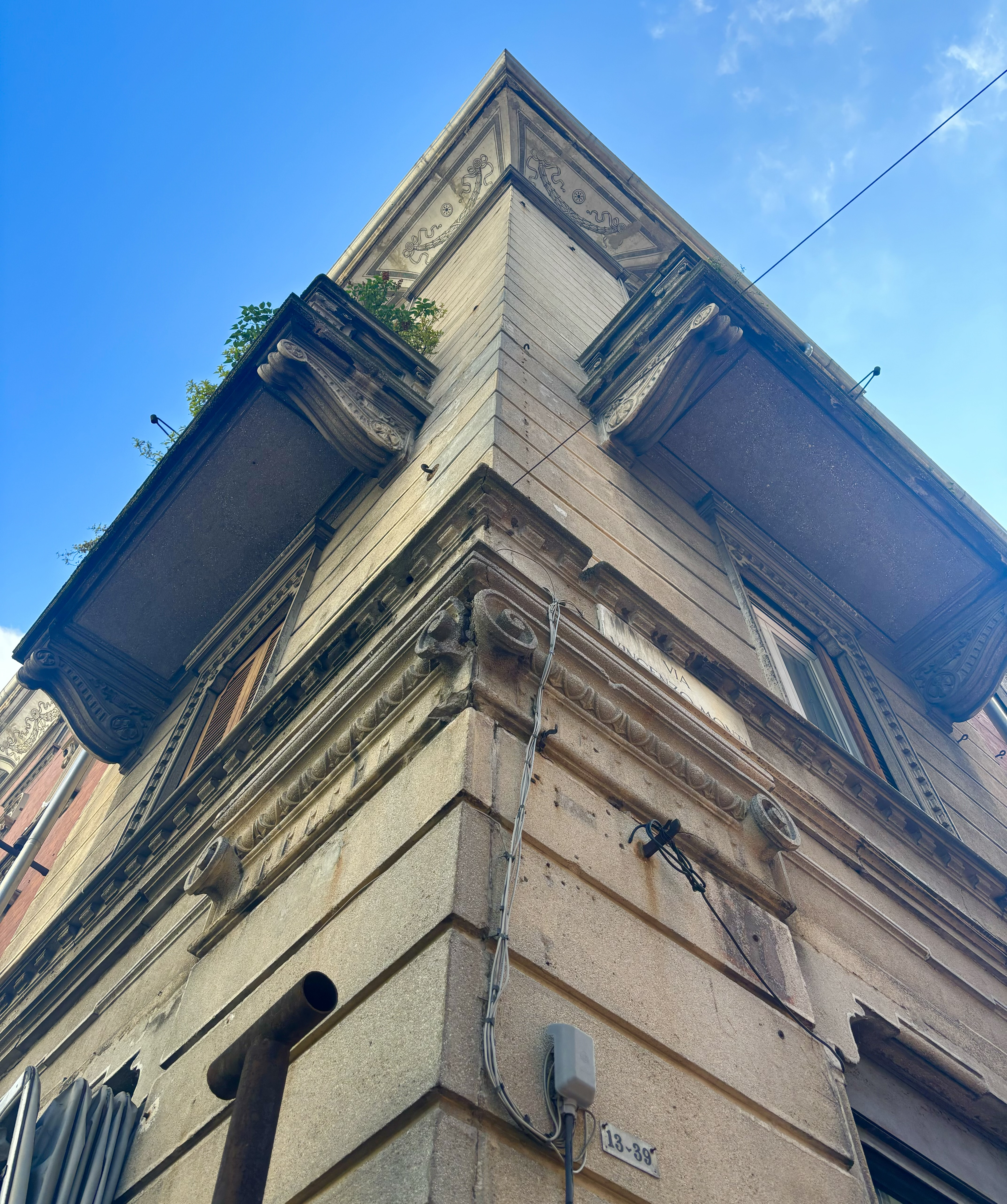
Particolare angolo sud ovest

### Stile
L’edificio è caratterizzato da uno stile eclettico che include un repertorio quattrocentesco con elementi classicheggianti.
Esternamente il corpo edificato presenta una facciata molto articolata che affaccia ad est: il piano terra e le parti più laterali della facciata sono ricoperte da un bugnato in pietra. Nella parte centrale il laterizio è lasciato in vista. La stessa tipologia di rivestimento è impiegata anche nella facciata a sud, anche se quest’ultima è dimensioni ridotte tanto da essere ritmata da sei aperture e non sette. Invece, per quanto riguarda il prospetto nord, ove sono presenti tre aperture, mancano gli elementi decorativi perché probabilmente, in origine, doveva costituire un muro d’appoggio.
Al piano nobile vi sono sette aperture incorniciate da un elemento decorativo dentellato e ornato da fiori in rilievo sugli angoli superiori. Inoltre, la cornice è sovrastata da delle pensiline poco spioventi in pietra.
Al secondo piano, sono presenti altre sette aperture, di cui due si differenziano come portefinestre che permettono l’accesso sui balconi posti nella parte più laterale. Questi infissi sono maggiormente arricchiti da decorazioni di diverso tipo: infatti, la cornice si sviluppa lungo il perimetro della finestra concludendosi a semicerchio. All'interno di quest’ultima si trovano delle lunette ornate, mentre all'esterno è presente un arco che segue le sagome più interne ed abbellito al suo centro da delle rose. L’arco è sostenuto in falso da strutture simili a capitelli.
Il piano più elevato presenta anch'esso sette aperture verso l’esterno denunciate da delle lunette, composte a loro volta da una serie di lunette minori intonacate e decorate da elementi in rilievo. Il tutto è inserito nel sottotetto concavo, anch'esso arricchito da elementi dipinti come ghirlande vegetali e cornici.
I balconi si caratterizzano grazie a elementi angolari classicheggianti somiglianti a similcolonne con capitello ionico e da volute neorinascimentali che fungono da mensole.
Le facciate presentano una simmetria assiale, ovvero sia la parte strutturale che quella decorativa è specchiata rispetto all'asse verticale centrale.
Per quanto riguarda il piano terra, ogni vetrina è incorniciata da simili capitelli di ordine ionico, riscontrabile quest'ultimo nelle volute e nell’echino. Inoltre, lungo l’edificio corre uno zoccolo, ornato da un rettangolo in rilievo. Una fascia marcapiano dentellata separa la parte commerciale da quella residenziale dell'edificio.

## Galleria di immagini

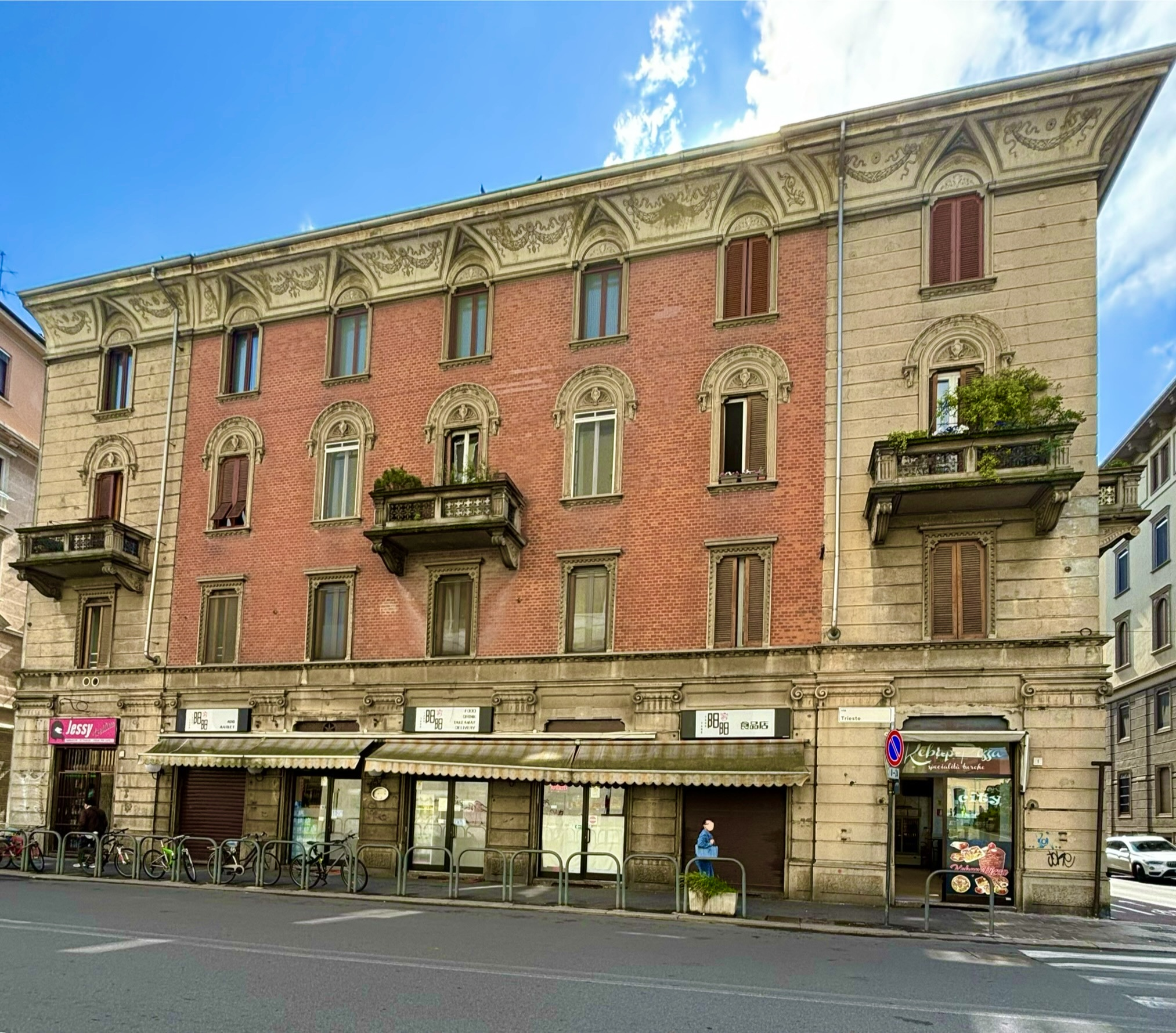
Prospetto principale su Via Trieste
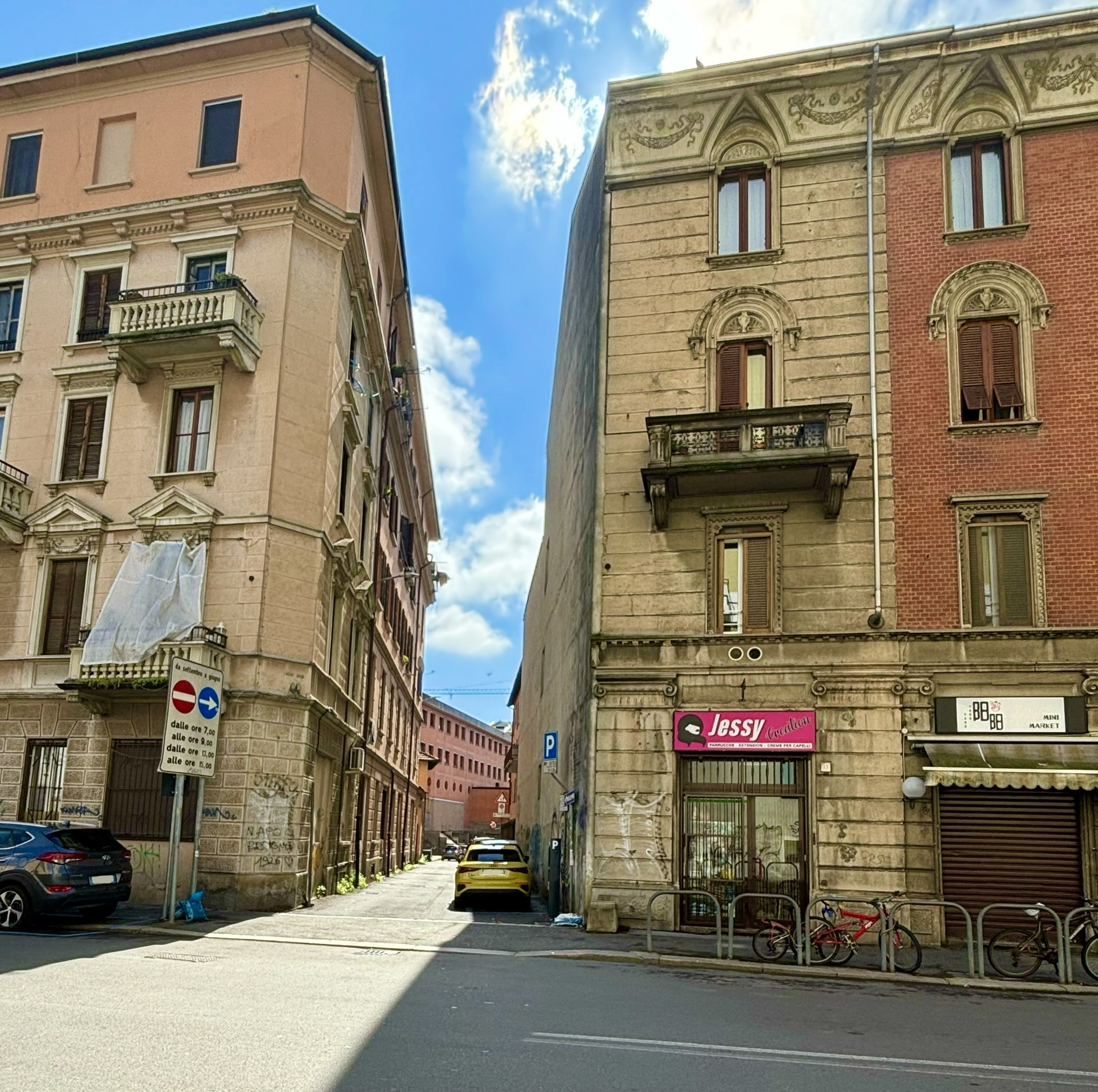
Prospetto su Via Monti
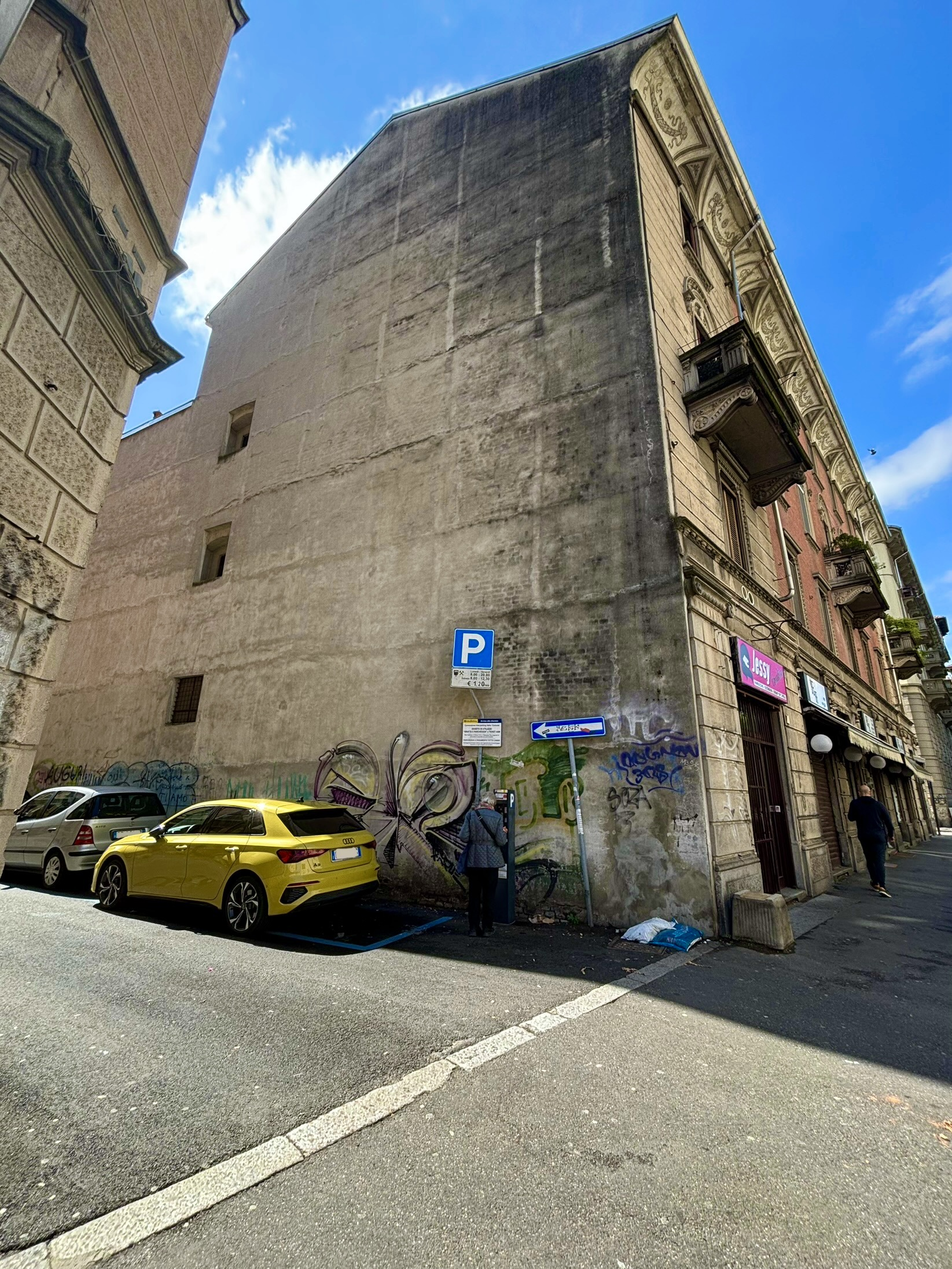
Prospetto nord

## Fonti

### Archivistiche
- Archivio storico civico di Pavia, UTC 45.

### Bibliografiche
- Luisa Erba, L’architettura pavese dal 1830 al 1940, in Pavia. Cent’anni di cultura artistica, Milano, Electa, 1976, pp. 22-23.
- Archivi del Liberty italiano. Architettura, Milano, Franco Angeli, 1987, pp. 199-200.
- Rossana Bossaglia, Il colore degli intonaci a Pavia dal Settecento al Liberty, in “Annali di Storia Pavese”, n. 14-15, 1987, pp. 85-88.
- Musei Civici e Archivio Storico Civico, Pavia materiali di storia urbana il progetto edilizio 1840-1940, Pavia, Edizioni Mediche Italiane, 1988.
- Luisa Erba, Ottocento e Novecento, in Pavia. Ambiente Storia Cultura, Novara, De Agostini, 1988, pp. 126-133.
- Gigliola De Martini, Pavia tra Otto e Novecento, in Storia di Pavia, vol. V L’età moderna e contemporanea, Pavia, Banca Regionale Europea, 2000, pp. 591-644.
- Gianpaolo Angelini, La più quieta provincia. Architettura e decorazione Liberty a Pavia, 1903-1914, in "Bollettino della Società Pavese di Storia Patria", CXVII, Milano, Cisalpino, 2017, pp- 351-398.